# Guenviller
Guenviller är en kommun i departementet Moselle i regionen Grand Est (tidigare regionen Lorraine) i nordöstra Frankrike. Kommunen ligger i kantonen Freyming-Merlebach som tillhör arrondissementet Forbach. År 2022 hade Guenviller 681 invånare.

## Befolkningsutveckling
Antalet invånare i kommunen Guenviller
| Referens: INSEE |